# ポケットラブ2
『ポケットラブ2』は、1998年3月13日に日本のKIDから発売されたゲームボーイ用恋愛シミュレーションゲーム。
同社による『ポケットラブ』（1997年）の続編。舞台は前作の2ヵ月後、主人公とヒロインが両想いになったところから始まる。前作のヒロインの他に新たに3名が追加され合計10名のヒロインが登場する。前作と同様に劇中キャラクターの台詞を収録したCD同梱版が発売されている。
開発はKIDが行い、スタッフは前作に引き続き企画、原案は市川久祥、イベント・シナリオおよびキャラクター・デザインはシンガーソングライターのさっぽろももこが担当している。

## ゲーム内容

### 前作との相違点
- 前作と同じくCD同梱版も発売されたが、今回は2枚組となっている。
- パラメーターの最大値が999と上がっており、プレイ期間も前作の10ヵ月半から1年と半月と長くなっている。
- ハッピーエンドの条件が増え難易度が上がっている。
- 前作がパラメーターと好感度のみでハッピーエンドが可能だったのに対し、今作ではパラメーターの必須条件が上がり、好感度に加え20回以上のデートが必要となっている。
- 前作と異なり、一部のヒロインの誕生日直前にはプレゼントを上げるかどうか決めるイベントが発生する。
- 前作のヒロイン7人の連絡先は開始時に選んだヒロインのみ使用でき、残りの6人はキャラごとの特定パラメーターが一定値に達した時点で使用できる。
- プリントシールの全フレームを使用すると、ゲーム中で取ったプリントシールを閲覧できる「おまけモード」が追加される。

### 特徴
- この作品は同ジャンルの他作品と比べ以下の点が特徴となっている。
  - 前作の登場人物がそのまま登場[1]。
  - 前作と同様に『月刊コロコロコミック』などにも広告が掲載[2]。
  - 製作スタッフにはアダルトゲームの参加が多いさっぽろももこも名を連ねている。

## あらすじ
クリスマスの告白から2ヵ月後、主人公はバレンタインデーの日に下駄箱に見ず知らずの相手からのラブレターが入れられており、ヒロインに振られる。翌日、学校中に噂が広まり最低な男という烙印を押されてしまい、主人公は誤解を解くために奮起する。

## 登場人物

### ヒロイン
佐伯るるな（さえき るるな）
- 声：國府田マリ子

6月14日生まれ、血液型はA型。主人公の幼馴染で校内でも人気がある。前作では前野四郎が気になっていたが現在でも忘れてはいない。前作と同様に攻略が難しくハッピーエンドには難易度が高い。
高尾水樹（たかお みずき）
- 声：岩男潤子

10月10日生まれ、血液型はO型。陸上部に所属しており運動神経抜群。前作に比べ多少は男子とも接するようになる。
松田由美（まつだ ゆみ）
- 声：宮村優子

8月12日生まれ、血液型はB型。主人公の先輩で卒業後は進学するもアルバイトは続けている。
森薗美里以（もりぞの みりぃ）
- 声：井上喜久子

9月21日生まれ、血液型はA型。ガリ勉で成績優秀だがTVゲームもよくやっているらしい。麻里以の双子の姉。原拓也に憧れている。
森薗麻里以（もりぞの まりぃ）
- 声：井上喜久子

9月21日生まれ、血液型はA型。美里以の双子の妹。はだけんじとは過去に何かあったらしい。
愛川涼音（あいかわ すずね）
- 声：氷上恭子

11月30日生まれ、血液型はB型。主人公の後輩。人見知りが激しく仲がいいのは主人公ぐらいだと言う。小城哲哉に片想いされている。
篠沢ももよ（しのざわ ももよ）
- 声：横山智佐

7月19日生まれ、血液型はAB型。ゲーム好きで明るい性格だが、ふざけすぎて浮いていることもある。
松田亜美（まつだ あみ）
- 声：飯塚雅弓

1月27日生まれ、血液型はO型。由美の腹違いの妹で小5まで別々に育てられていたが、作中では複雑な家庭環境はあまり語られていない。明るい性格で曲がった事が大嫌い。主人公の悪評を知らないため序盤から好意的に接してくる。写真部に在籍しており、趣味は写真とアクセサリーの自作。
深町由紀乃（ふかまち ゆきの）
- 声：今井由香

12月28日生まれ、血液型はB型。大学生で由美の友人。実家は裕福でおしとやかだが世間知らずな面があり、好みのタイプが千利休と発言したり、方向音痴で道に迷うこともある。
武宮沙貴（たけみや さき）
- 声：浅田葉子

11月19日生まれ、AB型。主人公の同級生だが事故による長期入院で留年したため1歳年上である。50年に1人の天才とも言われていたが、事故以来塞ぎ込むようになりクラスでも孤立している。彼女のシナリオは他のヒロインに比べ暗いイベントもあり、ハッピーエンドはるるなと同等の高い難易度にもなっている。

### その他
前野四郎（まえの しろう）
主人公の悪友。前作に比べるるなへのモーションなどは減っているが、終盤で重大な事実が発覚する。
原拓也（はら たくや）
男子生徒。前作と同様登場はない。
小城哲哉（こしろ てつや）
男子生徒。鈴音に片想いしている。
はだけんじ（漢字表記不明）
プレイボーイと呼ばれている男。麻里以とは過去に関係が会ったらしいが詳細は不明。

## 音楽
同梱されたCDに収録されている主題歌。
オープニング曲「Lovely times」
- 作詞：柴田ひろあき／作編曲：飯塚博／歌：岩男潤子、宮村優子、氷上恭子

エンディング曲「きっと、届くよね」
- 作詞：大久保孝之／作編曲：堀向直之／歌：岩男潤子

## スタッフ
- 企画、原案：市川久祥、にゃむこ23
- ゲーム・デザイン：にゃむこ23（さとうひでゆき）
- イベント・シナリオ：さっぽろももこ、のむら♥まりか
- プログラム：さいきただとし
- マクロ・プログラム：小宮和孝
- キャラクター・デザイン：さっぽろももこ、じぇねらるわたなべ
- グラフィック：川井正雄
- サウンド：やまさん
- ディレクター：なかむらまさき
- 宣伝：たかはしとおる、矢田清美

## 評価
ゲーム誌『ファミ通』の「クロスレビュー」では合計19点（満40点）となっている。